# Drepanoblemma
Drepanoblemma là một chi bướm đêm thuộc họ Erebidae.